# Sebastian Shaw (cómic)
Sebastian Hiram Shaw es un supervillano ficticio que aparece en cómics estadounidenses publicados por Marvel Comics. Es frecuentemente representado como un adversario de los X-Men.
Un mutante, Shaw posee la capacidad de absorber energía cinética y transformarla en fuerza bruta, lo que además le hace casi invulnerable y le brinda capacidades curativas aceleradas. Es el líder de la sucursal neoyorquina del Club Fuego Infernal, una exclusiva sociedad secreta empeñada en la dominación mundial. Para el público, es un hombre de negocios legítimo y un humano ordinario. Durante un tiempo financió el programa Centinela de búsqueda de mutantes para mantenerlo bajo su control. En 2009, Shaw fue clasificado como el 55.º mejor villano de cómic de todos los tiempos para IGN.
Kevin Bacon interpretó al personaje en la película de 2011 X-Men: primera generación.

## Historial de publicaciones
Fue creado por el escritor Chris Claremont y el artista/coescritor John Byrne. Sebastian Shaw apareció por primera vez en Uncanny X-Men # 129 (enero de 1980), durante la historia de "Saga de Fénix Oscura". El dibujante John Byrne se basó en el actor británico Robert Shaw para el personaje de Sebastian.

## Biografía ficticia del personaje

### Origen
Sebastian Shaw nació en Pittsburgh, Pensilvania, después de que su padre, Jacob Shaw, huyera del Reino Unido. Sebastian creció en la pobreza, trabajando en plantas de acero local cuando su padre cayó en bancarrota. Su padre trabajaba en secreto para Míster Siniestro y estaba obsesionado con recuperar la fortuna de su familia. A pesar de sus orígenes humildes, Sebastian demostró ser un genio y se ganó una beca completa para estudiar ingeniería en el Stevens Institute of Technology (probablemente la Universidad Carnegie Mellon). Su padre murió a causa de una enfermedad incurable, y mientras hacía un brindis en su honor en un bar local, Sebastian fue atacado y golpeado por un grupo de jóvenes ricos, celosos de que una pobre fuera a la universidad. Fue durante este ataque que sus poderes mutantes se manifestaron, permitiéndole absorber energía cinética y soltarla contra sus asaltantes.
Sebastian Shaw se dedicó a sus estudios, y para cuando se graduó las empresas se lo disputaban. En los años que siguieron su mente incisiva y su actitud pragmática se convirtieron en la piedra angular sobre la que se apoyaban muchas compañías en problemas. Sus diversos conocimientos en economía y tecnología le permitieron crear su propio negocio, Industrias Shaw, una corporación multinacional que estaba fuertemente envuelta en contratos con el Departamento de Defensa de los Estados Unidos y en la fabricación de municiones, construyendo un imperio multimillonario a los 40, solidificando su posición como una de las personas más poderosas en el mundo corporativo. 
Durante este tiempo tuvo una relación romántica con una mujer que a su vez también estaba relacionada con el mutante Harry Leland. Cuando Shaw se enteró de que la mujer había dado a luz un hijo, Shinobi, Sebastian lo crió como su hijo propio, a pesar de saber que era hijo de Leland. Algún tiempo después conoció a Lourdes Chantel, otra mutante, y los dos se enamoraron apasionadamente y se comprometieron.

### Club Fuego Infernal
Shaw fue invitado luego a unirse al  Club Fuego Infernal, del que su padre también había sido miembro, a lo que Lourdes se oponía. Pronto se inició en el Club gracias a su gran fortuna, junto con Warren Worthington, Jr. (padre de Arcángel), Howard Stark (padre de Iron Man) y Sir James Braddock (padre de Capitán Britania y Psylocke), después de haber llamado la atención del Rey Blanco de la sucursal de Nueva York del Club, Ned Buckman. Shaw se hizo amigo de Leland y, con el tiempo, de Buckman, llegando a convertirse en parte del Concejo de Elegidos, ganando el rango de Alfil Negro. Lourdes no confiaba en Buckman y temía que la ambición de Shaw y la naturaleza del Club Fuego Infernal lo corrompieran.A pesar de comprometerse en matrimonio, en secreto Lourdes quería marcharse.

### Toma del poder y Rey Negro
Lourdes pronto es aparentemente asesinada por Centinelas en una batalla (de hecho, su supuesta muerte fue parte de un plan de Emma Frost, que la envió luego al Kingpin para que éste le consiguiera una nueva identidad). Al descubrir que Ned Buckman, el Rey Blanco del Concejo, está apoyando el Proyecto: Armagedón de Steven Lang y sus Centinelas, Shaw decide tomarse el poder a la fuerza, usando la telepatía de Emma Frost para hacer que Buckman mate a todo el Consejo de los Elegidos, incluida su propia Reina Blanca, Paris Sevilla, y luego se suicide. Shaw se proclama Rey Negro, transforma el Concejo de Elegidos en su Círculo Interno y reúne a Emma Frost, Harry Leland y al cyborg no-mutante Donald Pierce como los Lords Cardenales del Club Fuego Infernal. Al lado de Shaw está Tessa, quien, sin que él lo sepa, es una espía que trabaja para Charles Xavier.
Como líder del Círculo Interno del Club Fuego Infernal, Shaw empezó a trabajar en sus planes de dominación mundial a través de la fuerza, el dinero y el poder. Sus conexiones con personas en altos cargos oficiales y privados, ganadas a través del Club y de su posición como presidente de Industrias Shaw, lo elevaron en el poder, convirtiéndolo en un enemigo poderoso. También ha cooperado con el encubierto proyecto del gobierno de los Estados Unidos conocido como Proyecto: Wideawake, que se perfilaba como la solución al creciente problema que suponía la creciente aparición de mutantes en el país. Las Industrias Shaw han fabricado secretamente Centinelas para este proyecto, alegando que siempre fue mejor tener control sobre ellos. Debido a esto, conoció a personas relacionadas con el Proyecto: Wideawake, al Senador Robert Kelly y Henry Peter Gyrich, un anti-mutante, para quienes solo es un intolerante antimutantes. En secreto, sin embargo, Shaw continuaba con sus planes.

### Conociendo a los X-Men
Shaw pone sus ojos en los X-Men, planeando capturarlos y estudiarlos para usarlos en la cría de un ejército de mutantes poderosos para el Club Fuego Infernal. Emplea al asesino con superpoderes Warhawk para implantar un virus en Cerebro, asegurándose de que el Club Fuego Infernal se entere de cualquier mutante recientemente manifestado en el mismo momento que los X-Men, así como dándoles acceso a detalles secretos de sus poderes y técnicas de lucha. Sin embargo, los operativos del Club demuestran ser ineficaces para derrotar a los X-Men en el campo, y pierden a los primeros dos mutantes que localizan de esta manera.
Conscientes ahora de la existencia del Club Fuego Infernal, los X-Men infiltran su sede principal, donde son derrotados y capturados. Sin embargo, escapan antes de que Shaw pueda usarlos. El control de Shaw sobre el Club se hace más tenuo cuando Pierce demuestra ser un traidor antimutante del Club y cuando una nueva recluta del Círculo Interno, Selene, se pone como meta reemplazar a Shaw como presidenta. 
Shaw trató de influir a la X-men Jean Grey (recreada en ese momento por la Fuerza Fénix), trastornando su mente y convirtiéndola en Fénix Oscura). Todo esto desembocó en la primera batalla del Club y Shaw contra los X-Men.
Tiempo después, el Club Fuego Infernal y los X-Men se ven forzados a unir fuerzas para combatir al Super-Centinela del futuro conocido como Nimrod. En esa batalla, Harry Leland pereció, y Shaw invitó a Magneto, en ese entonces, miembro de los X-men, a convertirse en el nuevo Rey Blanco del Club. Magneto aceptó la oferta.Tormenta es invitada también. 
Tiempo después, Magneto comenzó a promover la expulsión de Shaw del Círculo Interno. Magneto fue apoyado por Emma Frost y Selene, la Reina Negra. Shaw fue expulsado y Magneto se proclamó como Rey Gris (combinación de Rey Blanco y Rey Negro).

### Supuesta muerte
Meses después del incidente, Shinobi Shaw, hijo de Sebastian, intentó asesinarlo varias veces. La primera de ellas, le atravesó el pecho con sus poderes para controlar la densidad molecular, con el propósito de provocarle un infarto. La segunda, lo hizo explotar en su casa de campo. Ambos ataques fallaron y Sebastian sobrevivió. Sin embargo, le quedó una cicatriz que pasaba por su ojo. Pero los planes de Shinobi tuvieron éxito y pasó a ser el Rey Negro del Club Fuego Infernal.
Mientras estuvo ausente, Shaw se alió con el supervillano conocido como Holocausto. Junto a Holocausto, Selene, Madelyne Pryor y Trevor Fitzroy, un descendiente de Shaw en un futuro alterno, Shaw reunió su propio Círculo Interno y exterminó a su hijo Shinobi, arrebatándole el poder. En su primer movimiento, Shaw y su Círculo trataron de matar a Cable y Fuerza-X.
Tiempo después, sin embargo, el Círculo se tambaleó cuando Madelyne Pryor se volvió contra el grupo. Shaw se reencontró con los X-Men, cuando entró en competencia con el super villano Kingpin por el control del Elixir Vitae, una sustancia química que tentativamente podría curar el Virus Legado.
Más tarde, Shaw aparentemente fue despojado de su título de Rey Negro por Selene, quien se lo otorgó al demonio Blackheart. Cuando Selene fue derrotada, finalmente Shaw recuperó su posición.
Más adelante, Shaw intentó convertirse en líder de la mafia de Australia. Para ello, planeó el asesinato de su máximo líder, Lord Viceroy, y con ayuda de Lady Mastermind, intentó inculpar al X-Men Gambito. Shaw enfrentó a los X-Men y trató de vengarse de Sage (Tessa), que lo había traicionado. Shaw fue derrotado una vez más por los X-Men.

### Retorno triunfal
Shaw finalmente intentó restaurar el Club Fuego Infernal de Nueva York. Al morir Sir Gordon Phillips, el Lord Imperial, y al caer su rival, Elias Bogan, Shaw se proclamó como nuevo Lord Imperial. En su Círculo Interno reclutó a Roberto DaCosta, alias Sunspot como su Rey Negro, Selene como Reina Negra, la entidad extradimensional Sat-Yr-9 (impresionando a Courtney Ross) como Reina Blanca y Víper, soberana de Madripoor como Princesa Blanca. Este equipo emboscó a los X-Men, pero fueron atacados por Donald Pierce, el antiguo Alfil Blanco. Shaw quedó muy malherído, y tuvo que cederle a DaCosta su lugar como Lord Imperial.
Una versión nueva del Círculo Interno, incluido Shaw, atacó la Mansión X. No obstante, este Club resultó ser una ilusión creada por la villana Cassandra Nova.
Tiempo después, mientras el Profesor X asistía al funeral de un niño mutante, Shaw se manifestó psiquicamente como uno de los asistentes del funeral. En sus pensamientos, Shaw le confesó a Xavier que mientras hablaban, estaba realizando un golpe de Estado contra Roberto DaCosta para arrebatarle el título de Lord Imperial.
Después, mientras se reunía en el Club con DaCosta, una explosión fue causada en el Club por Mr. Siniestro, quien quería exterminar a Shaw temiendo sus conocimientos sobre "Kronos", una máquina diseñada por Siniestro para vivir eternamente, una vez saboteada por el padre de Shaw y otros. Shaw viaja a Nuevo México a combatir a Siniestro y se alía con el Profesor X y Gambito. Ellos combate a Siniestro y a su socia, Amanda Mueller. Cuando la amenaza es neutralizada, Shaw desaparece.
Más tarde, Shaw se alía con Claudine Renko, alias Miss Siniestro (un clon femenino de Siniestro). Ellos manipulan a Wolverine para que extermine a los otros miembros del Círculo Interno. También manipulan a Daken, el hijo de Wolverine, para que mate a Xavier. Pero Wolverine se vuelve en su contra. Shaw intentó matar a Xavier, siendo detenido por Daken.

### Segunda caída
En el pasado, Shaw envió a Emma Frost a hacerse del control de Namor, soberano de la Atlántida, pero sus planes fracasaron. En el presente, Emma recupera sus recuerdos sobre Namor. Ella hace una alianza con él. y juntos combaten y derrotan a Shaw, que es aprisionado por los X-Men.
Suponiendo la amenaza que Shaw representa en la isla de Utopía, sede de los X-men, Emma Frost intenta matarlo. Pero la x-man Kitty Pryde descubre sus planes y lo evita. Ambas formulan un plan: enviar a Shaw con E.V.A, la nave consciente de Fantomex, y dejar que ella se encargue. Pero en el camino, Frost, Kitty y Fantomex son atacados por Shaw. En un esfuerzo por derrotarlo, Emma borra la mente de Shaw.
Después de que los Vengadores invaden Utopía, el amnésico Shaw es llevado a la Academia de los Vengadores. Shaw es puesto en observación, pero logra liberarse y derrota a Hércules y Tigra.

## Poderes y habilidades
Shaw es un mutante con la capacidad única de absorber toda la energía cinética y térmica dirigida a él y usarlo para aumentar su fuerza, velocidad, resistencia y capacidades de recuperación a niveles sobrehumanos. Absorbe la energía de cualquier impacto al que se vea afectado, incluyendo no solo los golpes físicos directos, sino también el impacto de las balas y las armas de lanzamiento, y con menos éxito, los haces de energía de concusión, Especialmente las explosiones ópticas de Cyclops. Al absorber golpes sucesivos de un oponente, Shaw puede superar las habilidades físicas de dicho oponente y luego dominarlos. Su velocidad es el atributo más dramáticamente aumentado por su poder. Después de absorber suficiente energía que puede atacar más rápidamente de lo que los oponentes pueden reaccionar. A veces se muestra que es capaz de absorber la energía de corte, perforación y empuje de una cuchilla. Sus poderes pueden permitir que su cuerpo resista el corte de adamantium, pero solo por un corto tiempo.
Shaw es débil contra la magia del Caos, un poder que posee Bruja Escarlata.
En el pasado, Shaw se ha limitado a cierta cantidad de energía y perdería la conciencia cuando superara sus capacidades. Posteriormente, sin embargo Shaw se ha demostrado que ahora es capaz de tomar en una cantidad indefinida de energía sin efectos nocivos. El poder que absorbe se disipa con el tiempo, y la exposición a los elementos hace que se drene rápidamente. Sin ninguna energía absorbida, Shaw es simplemente un humano ordinario fuerte en la condición física excelente, pero trabaja regularmente para guardar su fuerza en un nivel sobrehumano. En un caso, se le mostró a pasar tiempo golpeando una pared después de despertar con el fin de aumentar sus reservas de energía antes de comenzar el día. Shaw también puede renunciar al sueño si recibe suficiente energía.
Shaw también tiene una perspicacia empresarial exitosa y acceso a armamento sofisticado. No solo se enorgullece de su poder y las conexiones que le permite, sino de conocer a sus oponentes y la mejor manera de derrotarlos, ya sea en la batalla o en los negocios. También posee la tecnología que puede bloquear las intrusiones telepáticas por el Profesor X.

## En otros medios

### Televisión
- Sebastian Shaw figuró prominentemente en X-Men, la saga Dark Phoenix. Cuando a Jean Grey le lavaron el cerebro para unirse al Círculo Interior, se le hizo creer que Jason Wyngarde era su esposo. Después de que el círculo interno fuera derrotado, Shaw se escapa de su jefatura junto con Donald Pierce.
- Sebastian Shaw aparece por primera vez al final de Wolverine and the X-Men, episodio final, "Shades of Grey" expresado por Graham McTavish. Se lo muestra como miembro del Club Fuego Infernal. En "Foresight" Pt. 1, él y el Club del Fuego Infernal preparan un ritual para extraer la Fuerza Fénix de Jean Grey.

### Cine
- Un hombre llamado Dr. Shaw aparece en X-Men 2 aludiendo al personaje, expresado por Charles Siegel. Aparece brevemente en una pantalla de televisión debatiendo con otro conocido personaje de los cómics, Hank McCoy.
- Sebastian Shaw aparece como el principal antagonista de X-Men: primera generación, interpretado por Kevin Bacon. Además de absorber cualquier forma de energía para evitar lesiones y aumentar sus parámetros físicos y curativos, puede utilizarlo como sustento, manteniéndolo descansado y alimentado. Esta energía metabolizada también restaura y sostiene su juventud y vida, ya que se veía igual desde al menos antes de la Segunda Guerra Mundial. También puede liberar la energía como explosiones cargadas y enfocadas de varios niveles, similar a Bishop. Habla con fluidez inglés, alemán, francés y ruso. En esta versión, se le muestra por primera vez como un científico nazi usando el alias Dr. Klaus Schmidt, donde puso al joven Erik Lensherr a través de numerosos experimentos y asesinar a su madre en un esfuerzo por lograr que use conscientemente su habilidad. Más tarde se convierte en el líder del Club Fuego Infernal, una sociedad secreta empeñada en conquistar el mundo y comenzar la próxima guerra mundial. Su división es detenida por la División-X durante la crisis de los misiles cubanos en 1962. Lensherr mata a Shaw en venganza por la muerte de su madre, atravesando lentamente una moneda nazi en su frente después de que Charles Xavier lo inmoviliza telepáticamente a Shaw. A pesar de la animosidad de Lensherr hacia Shaw, el primero finalmente admite que está de acuerdo con las creencias de Shaw sobre la superioridad mutante. Se revela que el casco que Shaw usa para bloquear las habilidades mentales de Xavier le fue entregado por el gobierno de la Unión Soviética, que desarrollaron después de enterarse de que el gobierno de los Estados Unidos había reclutado un telépata. Lensherr finalmente toma el casco para su propio uso, adopta el nombre de Magneto y trae a los miembros restantes del Club Fuego Infernal a su recién fundada Hermandad de Mutantes.

### Videojuegos
- Sebastian Shaw aparece como el jefe final en X-Men para el Sega Game Gear en el nivel llamado 'The Hellfire Mansion'.
- Sebastian Shaw aparece en X-Men Legends II: Rise of Apocalypse (que dibuja flojamente del storyline del Age of Apocalypse), expresado por Alan Shearman. Él sigue siendo una figura independiente en este juego video, y los trueques una llave a la torre del Apocalypse a los X-Men ya la hermandad. Tiene un diálogo especial con Gambit.
- Se revela que Sebastian Shaw es el dueño del laboratorio de cibernética en X-Men Origins: Wolverine, el juego basado en la película del mismo nombre. Su compañía, Symstemized Cybernetics Lab, es responsable de la fabricación para el proyecto Wideawake bajo Bolivar Trask. El senador Robert Kelly es mencionado como uno de los patrocinadores de la compañía por Raven Darkholme.
- Sebastian Shaw aparece como jefe en el juego de Facebook Marvel: Avengers Alliance.